# Argo Adventure
Argo Adventure je česká sci-fi adventura s prvky RPG z roku 1998. Vytvořilo ji studio BBS Interactive Multimedia. Hra obsahuje renderovanou 3D grafiku. Namluvená je v češtině nebo v angličtině, všechny texty jsou však jen v češtině.

## Příběh
Hra sleduje kosmonauta Dana Lewise. Ten je členem posádky kosmické lodi AH-35. Ta je vyslána na těžební stanici Argo, která se záhadně odmlčela. Tato těžební stanice je bohatá na suroviny. O ty jsou v roce 2270, kdy se hra odehrává, sváděny prudké boje. Problém v celé misi nastává, když je sestřelen modul se zbytkem posádky a Dan tedy zůstává sám.

## Hratelnost
Hra je z pohledu první osoby a hráč se pohybuje po předem daných trajektoriích. Při hraní je nutné dávat pozor na zásoby kyslíku, jídla a energie ve skafandru.

## Přijetí
Hodnocena byla serverem BonusWeb.cz 85 % a časopisem GameStar 70 %.